# 女友撮
「女友撮」（じょゆうさつ）とは、ワニブックス発行の雑誌『アップトゥボーイ』で連載中の企画。富田望生がカメラマンを担当。
富田のインスタグラムの写真が『UP to boy +』編集者の目にとまったことが企画発案のきっかけとなる。富田からゲストに撮影を依頼し、掲載写真も選択する。

## 連載
『UP to boy +』vol.47-48で掲載後、連載3回目から月刊誌『アップトゥボーイ』に移行（2019年11月発売）。

## 内容
富田がカメラマンとして自身と親交の深い女優の女友達「女友」を撮影する連載企画である。通常は見開き2ページ。
| 回 | 名前                       | 備考 | 掲載号                              |
| -- | -------------------------- | --- | ----------------------------------- |
| 1  | 福原遥                     | 映画『チア☆ダン〜女子高生がチアダンスで全米制覇しちゃったホントの話〜』とテレビドラマ『3年A組-今から皆さんは、人質です-』で共演。  | UTB+2019年5月号vol.47               |
| 2  | 森七菜                     | 『3年A組-今から皆さんは、人質です-』で共演。                                                                                       | UTB+2019年8月号vol.48               |
| 3  | 上白石萌歌                 | 連載3回目より月刊誌『アップトゥボーイ』に移行。『3年A組-今から皆さんは、人質です-』で共演。                                        | アップトゥボーイ2020年1月号vol.285  |
| 4  | 福原遥、森七菜、上白石萌歌 | 第1回 - 第3回の総括。 | UTB+2020年1月号vol.49               |
| 5  | 元乃木坂46 伊藤万理華      | 映画版『あさひなぐ』で共演。当回は4ページ分掲載                                                                                    | アップトゥボーイ2020年3月号vol.287  |
| 6  | 上白石萌歌                 | 連載3回目以来二回目の登場。『3年A組-今から皆さんは、人質です-』で共演。                                                            | アップトゥボーイ2020年5月号vol.289  |
| 7  | 石井杏奈（E-girls）        | 映画版『ソロモンの偽証』で共演。                                                                                                   | アップトゥボーイ2020年10月号vol.294 |
| 8  | 芳根京子                   | テレビドラマ『バイプレイヤーズ 〜名脇役の森の100日間〜』と映画『バイプレイヤーズ 〜もしも100人の名脇役が映画を作ったら〜』で共演。 | アップトゥボーイ2021年4月号vol.300  |
| 9  | 藤野涼子                   | 映画版『ソロモンの偽証』で共演。                                                                                                   | アップトゥボーイ2021年6月号vol.302  |